# 蒙特内格鲁
蒙特内格鲁是巴西南大河州的一个市镇。总面积420.017平方公里，总人口56790人，人口密度135.2人/平方公里。